# 抱緊我
《抱緊我》（日語：ギュッ）是走廊奔跑隊的第6張單曲。2010年9月1日發售。

## 概要
- CD的收錄曲是全部都相同。
- 收集用卡片的號碼是從首張登台單曲的號碼。
- 到目前為止的製作人秋元康加入島田紳助，第一次共同製作。
- 首張單曲《初戀衝刺／青色未來》至前作《青春的旗幟》，都有發售單曲DVD，但今作沒有發售。
- 發售形式分為初回盤A・B・C和通常版4種（後述）。
- 「手掌」的合唱中有同屬尾木製作的岩佐美咲、松原夏海、野中美鄉和小森美果参加。

## 收錄曲

### 初回盤A
CD
1. 抱緊我
（作詞：島田紳助（日語：カシアス島田）　作曲：Voice of Mind　編曲：安部潤）
2. 手掌
（作詞：島田紳助　作曲：Voice of Mind　編曲：木之下慶行）
3. 抱歉
（作詞：島田紳助　作曲：Voice of Mind　編曲：ats-）
4. 抱緊我（Instrumental）
5. 手掌（Instrumental）
6. 抱歉（Instrumental）

DVD
1. 抱緊我 Music Video
2. 抱緊我 Dance Shot Version
3. 工作探險隊PART2（多田愛佳、仲川遙香、平嶋夏海 編）

特典
- 原作收集用卡片（73、74、75）的1種
- 活動参加抽選系列數字卡片
- 謎之活動参加應募券

### 初回盤B
CD
1. 抱緊我
2. 手掌
3. 抱歉
4. 抱緊我（Instrumental）
5. 手掌（Instrumental）
6. 抱歉（Instrumental）

DVD
1. 抱緊我 Music Video
2. 抱緊我 成員影像
3. 工作探險隊PART2（渡邊麻友、菊地あやか 編）

特典
- 原作收集用卡片（76、77、78）的1種
- 活動参加抽選系列數字卡片
- 謎之活動参加應募券

### 初回盤C
CD
1. 抱緊我
2. 手掌
3. 抱歉
4. 抱緊我（Instrumental）
5. 手掌（Instrumental）
6. 抱歉（Instrumental）

PHOTO BOOKLET
- 成員写真小冊子20P

特典
- 原作收集用卡片（79、80、81）的1種
- 活動参加抽選系列數字卡片
- 謎之活動参加應募券

### 通常盤
CD
1. 抱緊我
2. 手掌
3. 抱歉
4. 抱緊我（Instrumental）
5. 手掌（Instrumental）
6. 抱歉（Instrumental）

特典
- 原作收集用卡片（82、83、84）的1種
- 活動参加抽選系列數字卡片
- 謎之活動参加應募券

## 外部連結
- 波麗佳音内走廊奔跑隊公式網站
- 走廊奔跑隊官方網站 （页面存档备份，存于）